# امسار
امسار (به لاتین: Amsar) یک منطقهٔ مسکونی در جمهوری آذربایجان است که در شهرستان قوبا واقع شده‌است.

## خصوصیات
امسار ۲۶۲۹ نفر جمعیت دارد.
امسار (Emsar) یکی از مناطق زیبای جمهوری آذربایجان است که در شمال این کشور و در شهرستان قوبا قرار دارد. این منطقه به‌خاطر طبیعت سرسبز و زیبایش شهرت دارد و گردشگران زیادی را به خود جذب می‌کند. امسار در دامنه کوه‌های قفقاز واقع شده و دارای آب و هوای معتدل کوهستانی است که در تابستان‌ها خنک و در زمستان‌ها سرد و برفی است.
طبیعت بکر، جنگل‌های انبوه و مناظر کوهستانی از ویژگی‌های جذاب امسار به‌شمار می‌روند. همچنین رودخانه‌هایی که از کوه‌های قفقاز سرچشمه می‌گیرند، از میان این منطقه عبور می‌کنند و به زیبایی آن می‌افزایند. این منطقه علاوه بر زیبایی‌های طبیعی، فرهنگ و سنت‌های خاص مردم محلی را نیز حفظ کرده است و گردشگران می‌توانند از تجربه‌ زندگی محلی و آشنایی با رسوم و فرهنگ این مردم بهره‌مند شوند.
امسار یک مقصد آرام و ایده‌آل برای علاقه‌مندان به طبیعت‌گردی، کوهنوردی و تجربه‌ی آرامش در دل طبیعت است.